# David Sánchez Rodríguez
David Sánchez Rodríguez (* 25. Januar 1982 in Sevilla) ist ein spanischer ehemaliger Fußballspieler.

## Spielerkarriere

### Die Anfänge
David Sánchez spielte in der Jugend für den FC Sevilla aus seiner Heimatstadt. Anschließend ging er zum B-Team des FC Barcelona, wo er als hoffnungsvolles Talent galt. Nach drei Jahren mit dem B-Team und wenigen Kurzeinsätzen in der ersten Mannschaft ging David Sánchez im Sommer 2003 zum Erstligaaufsteiger Albacete Balompié. Dort hatte er seine erfolgreichste Zeit, da er mit seinem neuen Team zwei Jahre in der Primera División spielen konnte.

### Auf- und Abstiegskampf
Nach dem Abstieg von Albacete ging David Sánchez zum Aufsteiger Deportivo Alavés. Nach einer erfolglosen Hinserie kehrte der Mittelfeldspieler den Basken jedoch schon wieder den Rücken und ging zurück zum Zweitligisten Albacete. Dort hatte er die nächsten anderthalb Jahre einen Stammplatz, ehe er im Sommer 2007 zum ambitionierten Erstligaabsteiger Gimnàstic de Tarragona wechselte. Dort konnte er sich nicht durchsetzen. Der Klub kämpfte in der Saison 2007/08 um den Klassenverbleib.

### Wechsel nach Rumänien
Im Sommer 2008 wechselte Sánchez zum FC Timișoara in die rumänische Liga 1. Dort kam er in der Hinrunde 2008/09 nur zu einem Kurzeinsatz und stand in den übrigen Spielen nicht im Aufgebot. Der Klub verlieh ihn Anfang 2009 an Ligakonkurrent Gloria Buzău. Dort kam er häufiger zum Einsatz, seine Mannschaft stand jedoch am Tabellenende und stieg am Saisonende ab.

### Rückkehr nach Spanien
Im Sommer 2009 verließ Sánchez Rumänien wieder und kehrte in sein Heimatland zurück, wo er sich CD Castellón anschloss. Dort stand er kein einziges Mal im Aufgebot und konnte den Abstieg seines Teams nicht verhindern. Er wechselte daraufhin zum FC Elche, wo er in der Saison 2010/11 meist als Einwechselspieler zum Zuge kam. Mit seiner Mannschaft verpasste er den Aufstieg in den Play-Offs.

### Wechsel in die Segunda División B
Im Sommer 2011 heuerte er bei Atlético Baleares in der Segunda División B an. Die Saison 2011/12 gewann er mit seiner Mannschaft die Gruppe und verpasste den Aufstieg in den Play-Offs. Die darauffolgende Spielzeit beendete er mit seinem Klub im Mittelfeld. Im Sommer 2013 kehrte er zu seinem früheren Klub Gimnàstic de Tarragona zurück, der mittlerweile ebenfalls in der Segunda B spielte. Die Gruppe beendete er mit seinem Team auf dem vierten Platz und unterlag in den Play-Offs erst im Finale. Er verließ den Verein nach nur einer Spielzeit und wechselte innerhalb der Liga zu UD Melilla. Die Saison 2014/15 war mit 13 Treffern seine erfolgreichste. Ende 2015 wechselte er zu Ligakonkurrent FC Cádiz, mit dem er in die Segunda División aufstieg. Dort kam er jedoch nicht zum Einsatz und kehrte Ende August 2016 zu Atlético Baleares zurück. Anfang 2017 heuerte er bei Real Murcia an. Am Saisonende verpasste er mit seinem neuen Team ebenso wie in der Spielzeit 2017/18 in den Play-Offs den Aufstieg.

### Die letzten Jahre
Im Sommer 2018 verließ Sánchez Murcia und wechselte zum FC Orihuela in die Tercera División.